# سلطان حصار
سلطان حصار نام شهری کوچک در استان آیدین کشور ترکیه است.